# Malik Beyleroğlu
Malik Beyleroğlu, född den 21 januari 1970, är en turkisk boxare som tog OS-silver i mellanviktsboxning 1996 i Atlanta. I finalen besegrades han av den tvåfaldiga OS-mästaren från Kuba, Ariel Hernández.